# Camp Morton Provincial Park
Camp Morton Provincial Park är en provinspark i Manitoba i Kanada. Den ligger vid Winnipegsjön i kommunen Gimli i provinsens södra del, omkring 9 mil norr om Winnipeg.